# Wilhelm Frimann Koren Christie
Wilhelm Frimann Koren Christie (7 de desembre de 1778 - 10 d'octubre de 1849) va ser un advocat noruec. Va ser membre de l'Assemblea Nacional a Eidsvoll en 1814 i va ser secretari de l'Assemblea Constituent de Noruega.

## Orígens
Va néixer a Kristiansund, Møre og Romsdal, i va passar molts anys de la seva infantesa a Bergen. Va ser fill del mestre Johan Koren Christie (1745-1823) i Anne Thue Brodtkorb (1753-1834). La seva família es remunta a Andrew Davidson Christie (cap. 1620-1694), nascut a Montrose (Escòcia), que es va convertir en ciutadà de Bergen el 1654. Als 10 anys, va ser enviat a assistir a l'Escola de la Catedral de Bergen. Als 16 anys, va ser estudiant a la Universitat de Copenhaguen. El 1799 es va convertir en candidat juridicum.'

## Carrera

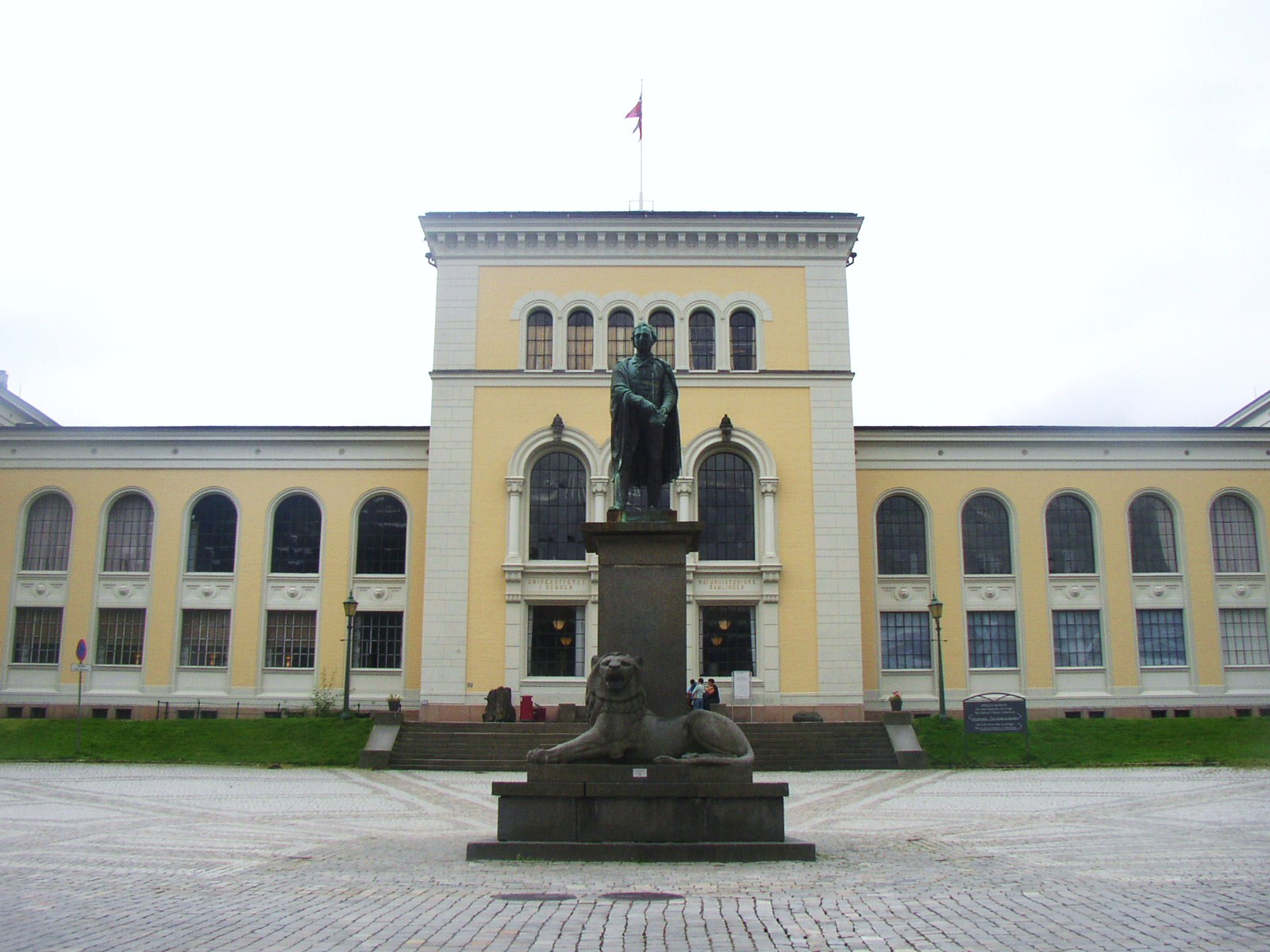
Estàtua de Wilhelm F. K. Christie al Museu de Bergen

Wilhelm F. K. Christie era oficial executiu (kansellisekretær) i cap de l'oficina del govern a Copenhagen. En 1809, amb 30 anys, esdevingué jutge (sorenskriver) a Hordaland. De 1815 a 1825 va ser governador del comtat de Hordaland.
En 1814 va ser representant de Bergen a l'Assemblea Constituent de Noruega. Va ser escollit secretari durant tot el període. Per tant, no va tenir un paper molt important en els debats. Després va participar en l'enviament d'un missatge a Gran Bretanya de Cristià Frederic per tal d'obtenir el suport a la independència de Noruega. Tanmateix, aquest missatge mai no va tenir resposta. A l'octubre es va convertir en el president del parlament i va fer una important contribució al procés de discussió de la unió amb Suècia. Es va mantenir com a representant al Parlament de Noruega (Stortinget) fins a 1825.

## Darrers anys
Del 1828 fins a la seva mort va ser inspector de duanes a Bergen. També va ser membre del consell municipal de Bergen de 1837 a 1841, i va participar en la fundació del Bergen Savings Banks, del que en va ser president durant molts anys.

## Llegat
L'arxiu privat de Christie als Arxius Nacionals contenen sis paquets de correspondència i notes. La seva estàtua es troba actualment al Museu de Bergen, que va fundar el 1825 i hi va treballar durant més de 20 anys. Una estàtua seva de l'escultor noruec Kristian Blystad va ser erigida el 1989 davant el Stortinget en ocasió del 175è aniversari de la Constitució.